# Warum betrübst du dich, mein Herz
Warum betrübst du dich, mein Herz (Pourquoi te désoles-tu, mon cœur ?) (BWV 138) est une cantate religieuse de Johann Sebastian Bach composée lors de sa première année à Leipzig en 1723.

## Histoire et texte
Bach écrivit cette cantate pour le 15e dimanche après la Trinité qui tombait cette année le 5 septembre 1723. Pour cette destination liturgique, deux autres cantates ont franchi le seuil de la postérité : les BWV 51 et 99. La cantate a les caractéristiques d'une cantate chorale bien qu'elle ait été écrite un an avant le cycle annuel des cantates chorales de Bach.
Les lectures prescrites pour le dimanche sont Gal 5:25-6:10 et Matthieu 6:24-34. La mélodie et les paroles du choral, publiés à Nuremberg en ⁣⁣1561⁣⁣, ont été autrefois attribués à Hans Sachs mais cela semble peu probable selon les « Kirchenliederlexikon » d'Albert Friedrich Wilhelm Fischer (1878). Le thème est proche de la lecture du Sermon sur la montagne. À la différence des cantates chorales ultérieures, seules les trois premières des quatorze strophes sont reprises pour trois mouvements, élargis d'ornements supplémentaires. L'auteur (inconnu) oppose le thème du choral - la confiance en Dieu - avec l'interrogation anxieuse des voix soli, mis en évidence par le contraste entre la poésie métrique du choral et la métrique libre des nombreux récitatifs qui l'entrecoupent. L'acmé du mouvement de la détresse à la confiance est atteint vers la fin de la seule aria de la cantate.

## Structure et instrumentation
La cantate est écrite pour soprano, alto, ténor et basse solistes, un chœur à quatre voix exclusivement pour le choral, deux hautbois d'amour, deux violons, alto et basse continue.
1. chœur + récitatif : Warum betrübst du dich, mein Herz, alto
2. récitatif : Ich bin veracht', basse
3. chœur + récitatif : Er kann und will dich lassen nicht, soprano, alto
4. récitatif : Ach süßer Trost, ténor
5. aria :  'Auf Gott steht meine Zuversicht, basse
6. récitatif : Ei nun! So will ich auch recht sanfte ruhn, alto
7. chœur : Weil du mein Gott und Vater bist

## Musique
Bach a suivi l'idée du texte inhabituel d'une façon complexe dans les deux mouvements en opposant le choral et le récitatif : dans chacun les violons ouvrent les lignes 1 à 3, puis les hautbois entrent, le hautbois I jouant le thème du choral, le hautbois II ajoutant des motifs de lamentation, puis le ténor intervient en chantant la ligne du choral en arioso, enfin, le chœur chante le thème choral à quatre voix. S'ensuit le récitatif de la seule voix qui questionne, l'alto dans le premier mouvement puis la soprano, les deux accompagnées par les cordes. Après les trois lignes et les récitatifs, les lignes 4 et 5 sont chantées par le chœur dans le premier mouvement. Puis les lignes 4 et 5 sont d'abord composées comme un mouvement d'imitation chorale sur le thème de choral de la ligne 4 dans un cadre en cinq parties, la cinquième partie jouée par le violon I. Puis un dernier récitatif secco conduit à une répétition des lignes 4 et 5, cette fois similaires au premier mouvement.
L'unique aria, en un tempo dansant de 6/8, est dominée par les ornements du premier violon. Bach utilisera cette aria pour le « Gratias » de sa Messe en sol majeur (BWV 236).
La structure inhabituelle de la cantate a été critiquée par ses biographes, Philipp Spitta et Albert Schweitzer mais John Eliot Gardiner ne partage pas cette opinion.

## Source
- (en) Cet article est partiellement ou en totalité issu de l’article de Wikipédia en anglais intitulé « Warum betrübst du dich, mein Herz, BWV 138 » (voir la liste des auteurs).